# CR-Baureihe KD7
Die Baureihe KD7 waren eine 2-8-0-Dampflokomotive, die im Jahre 1946 von der Nothilfe- und Wiederaufbauverwaltung der Vereinten Nationen (UNRRA) aus den USA exportiert wurde. Vom Design her ist sie ähnlich mit der belgischen NMBS/SNCB-Reihe 29.

## Allgemeines
Nach dem Zweiten Weltkrieg wurden durch die UNRRA 160 Lokomotiven der späteren Baureihe KD7 an die chinesische Staatsbahn geliefert. Die KD7 bewährte sich gut bei der chinesischen Eisenbahn und eroberten sich schnell eine Position im Hauptstrecken-Güterzugdienst.
Alle Maschinen waren in und um Shanghai und Guangzhou im Einsatz. Dann begannen größere und stärkere Loks der Baureihen QJ und FD die Einsätze der KD7 zu reduzieren. Bis Ende der 1970er Jahre konnte sich die Baureihe KD7 noch im Rangierdienst ihrer beiden Einsatzgebiete halten. In den 1980er Jahren wurde sie von der Baureihe JS verdrängt.
Die letzte Maschine wurde 1988 abgestellt. Insgesamt sind fünf Lokomotiven erhalten geblieben.

## Technische Daten
Die Höchstgeschwindigkeit dieser Zwei-Zylinder-Lok liegt bei 90 km/h. Der Tender fasst 11,5 t Kohle und 25 m³ Wasser. Mit Tender hat die Lok ein Gesamtgewicht von 152 t.